# Angelo Rocca

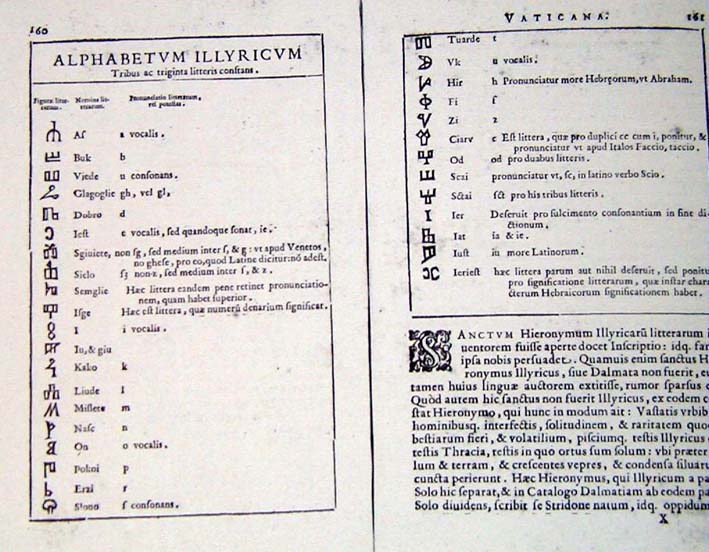

Angelo Rocca ou Camers Camerinus (1545 à Rocca, près d'Ancône – 8 avril 1620 à Rome) est un humaniste, bibliothécaire et ecclésiaste italien. Il a fondé la bibliothèque Angelica à Rome en 1614.

## Biographie
Angelo Rocca naît à 1545 à Rocca Contrada, dans la Marche d'Ancône. Destiné, par ses parents, à la vie religieuse, il prit, à sept ans, l’habit des ermites de Saint-Augustin, à Camerino, d’où il alla continuer ses études dans différentes villes. Le P. Ossinger (Biblioth. Augustin., p. 754) dit qu’il obtint le laurier doctoral à Padoue, et qu’il y fut retenu comme professeur : mais les deux historiens de cette université (Papadopoli et Facciolati) n’en font aucune mention. Après avoir rempli différents emplois dans son ordre, et donné des preuves de son esprit et de sa capacité dans les langues grecque et latine et dans l’érudition sacrée et profane, il fut appelé, par ses supérieurs, à Rome, en 1579, et attaché comme secrétaire au vicaire général. Le pape Sixte V, instruit de son mérite, lui confia, en 1585 la surveillance de l’imprimerie du Vatican, et l’admit, en même temps, dans la congrégation établie pour la révision de la Bible. Dix ans après, il fut revêtu de la dignité de sacristain de la chapelle apostolique, et, en 1605, nommé évêque de Thagaste (de) en Numidie (le diocèse historique des augustins). Depuis quarante ans, ce prélat employait les revenus d’une abbaye que le pape lui avait conférée, à se procurer les meilleurs ouvrages dans tous les genres ; et, en 1605, il fit don de cette précieuse collection au couvent de son ordre à Rome, sous la condition qu’elle serait ouverte au public tous les matins. Cette bibliothèque, appelée Angelique, du nom de son fondateur, est le premier établissement de ce genre à Rome ; et c’est aujourd'hui l’une des principales, ayant été enrichie à diverses époques, notamment par la réunion de celles de Pignoria, d’Holstenius, du cardinal Passionei, etc. Le P. Rocca mourut, en cette ville, le 8 avril 1620, et fut enterré dans l’Église de Augustin, avec une épitaphe honorable.

## Œuvres
Angelo Rocca est auteur d’un grand nombre d’ouvrages sur des matières de théologie, de morale, de philosophie, de liturgie, d’histoire, de grammaire, etc. On y trouve beaucoup d’érudition ; mais il ne faut y chercher ni méthode, ni critique. Le recueil en a été publié sous ce titre : A. Roccæ opera omnia, tempore ejusdem auctoris impressa, nec non autographa, et Romæ in Angelica bibliotheca originaliter asservata, etc., Rome, 1719, 2 vol. in fol. Le frontispice de cette édition a eté renouvelé en 1745. Le P. Niceron a donné les titres de tous les ouvrages dont se compose cette collection, au nombre de quarante-un (Mémoires des hommes illustres, XXI 95). On se contentera de citer ici les plus remarquables :     
- Osservazioni intorno alle bellezze della lingua latina, Venise, 1576, 1580, 1590, in-8° ; ces éditions, sorties des presses des Aldes, font partie, toutes les trois, du précieux cabinet de M. Renouard (Voyez le Cat. de la bibl. d’un amateur).
- Bibliotheca apostolica Vaticana commentario illustrata, Rome, typographia Apostolica Vaticana, 1591 (lire en ligne). C’est le plus recherché des ouvrages de Rocca : on y trouve une description de la Bibliothèque du Vatican, telle qu’elle était alors, avec un grand détail, non sous le rapport des livres et manuscrits qu’elle contenait, mais sous celui du matériel, et des ornements nombreux, colonnes, statues, emblèmes et inscriptions, à l’occasion desquels l’auteur se jette dans de curieuses et savantes digressions. On y trouve (pag. 365-376), l’Oraison dominicale en 24 langues ; c’est le recueil le plus complet que l’on eût encore vu en ce genre ; celui du Mithridates, de Gessner, publié en 1550, ne comprenait que 22 Pater, et tous en lettres latines : ceux de Rocca sont la plupart avec leurs caractères originaux, accompagnés de la prononciation en lettres latines, et d’une version littérale, ce qui porte le nombre de ces spécimens à 37. Il en omet deux, que Gessner avait publiés, (l’éthiopique et le gallois) mais il donne, de plus que lui, le suisse (dialecte allemand), le portugais, l’irlandais et le chinois (ces deux derniers, en lettres latines seulement). Plusieurs de ces spécimens sont enrichis d’observations grammaticales. Prosper Marchand a tiré du même ouvrage une petite dissertation : De origine typographiæ, qu’il a publiée à la suite de son Histoire de l’imprimerie.
- Bibliothecæ theologicæ ac scripturalis Epitome, sive Index ordine alphabetico digestus, ibid., 1594, in-8°.
- De sanctorum canonizatione commentarius, ibid., 1601, in-4°. C’est le premier ouvrage qui ait été publié sur cette matière.
- Chronhistoria de apostolico sacrario, ibid., 1605, in-4°. Cet ouvrage, plein de recherches, est fort curieux.
- De sacra summi pontificis communione sacro-sanctam Missam solemniter celebrantis commentarius, ibid., 1620, in-4°. Il y a des traits d’érudition ; mais l’auteur n’est pas toujours exact dans les citations.
- De campanis, ibid., 1612, in-4°, très curieux. L’auteur fait remonter l’usage des cloches à saint Paulin, évêque de Nole. Sallengre a recueilli cette dissertation dans le Thesaur. antiquit. romanar., II, 1233-1304.
- Commentarius contra ludum alearum, ibid., 1616, in-4° ; trad. en italien, ibid., 1617. C’est à Rocca que l’on est redevable des éditions des Œuvres de saint Grégoire le Grand, et de saint Bonaventure, sorties des presses du Vatican.

On voit le portrait de ce savant prélat, gravé par Galle, dans les Virorum illust. ex ord. Eremitarum D. Augustini, par Corn. Curtius. Outre les auteurs déjà cités, on peut consulter, pour plus de détails, la Pinacotheca de J. Nicius Erythræus et la Biblioteca bibliografica de Tonelli.

## Œuvres notables
Angelo Rocca a édité les œuvres d'Egidio Colonna (1581) et d'Augustinus Triumphus (1582).
Ses œuvres les plus notables sont :
- Bibliotheca apostolica vaticana a Sixto V,... in splendidiorem... locum translata et a fratre Angelo Roccha,... commentario variarum artium ac scientiarum materiis curiosis ac difficillimis, scituque dignis refertissimo illustrata..., 1591, ex typogr. apostolica vaticana
- Bibliothecæ theologicæ et scripturalis epitome, 1594
- De Sacrosancto Christi corpore romanis pontificibus iter conficientibus præferendo commentarius, 1599
- De canonizatione sanctorum commentarius, 1601
- De campanis, 1612

Une collection incomplète de ses œuvres a été publiée dans le Thesaurus pontificiarum sacrarumque antiquitatum necnon rituum praxium et cæremoniarium (Rome, 1719 et 1745).